# Toos Beumer
Toos Beumer   (Koog aan de Zaan, 5 de juliol de 1947) és una nedadora neerlandesa, ja retirada, que va competir durant la dècada de 1960.
El 1964 va prendre part en els Jocs Olímpics d'Estiu de Tòquio on va disputar dues proves del programa de natació. Fent equip amb Pauline van der Wildt, Winnie van Weerdenburg i Erica Terpstra va guanyar la medalla de bronze en la prova dels 4x100 metres lliures, mentre en els 100 metres lliures quedà eliminada en sèries. Quatre anys més tard, als Jocs de Ciutat de Mèxic, quedà eliminada en sèries en els 100 metres lliures del programa de natació.
En el seu palmarès també destaquen una medalla d'or, en els 4x100 metres estils, i una de bronze, en els 4x100 metres lliures al Campionat d'Europa de natació de 1966. Va formar part de l'equip neerlandès que millorà el rècord d'Europa dels 4×100 metres lliures i els 4×100 metres estils el 1964 i 1966 respectivament. El 1965 guanyà el campionat nacional dels 100 metres lliures.